# پاکت کاغذی (ترانه)
«پاکت کاغذی» (به انگلیسی: Paper Bag) ترانه‌ای خواننده-ترانه‌پرداز آمریکایی فیونا اپل می‌باشد که به‌عنوان سومین تک‌آهنگ از دومین آلبوم استودیویی وی تحت عنوان وقتی که مهره پیاده… (۱۹۹۹) منتشر شده‌است.